# Sulawesibrilvogel
De sulawesibrilvogel (Zosterops consobrinorum) is een zangvogel uit de familie Zosteropidae (brilvogels).

## Verspreiding en leefgebied
Deze soort is endemisch in het zuidoosten van het Indonesische eiland Sulawesi plus nabijgelegen eilanden.

## Status
De grootte van de populatie is niet gekwantificeerd en er is maar weinig bekend over deze vogel. Op de Rode lijst van de IUCN heeft deze soort de status niet bedreigd.